# FC Saint-Louis Neuweg
 Câu lạc bộ bóng đá de Saint-Louis Neuweg là một câu lạc bộ bóng đá Pháp thành lập năm 1990. Đội có trụ sở tại thị trấn Saint-Louis, Haut-Rhin và sân vận động nhà là Stade de la Frontière.

## Đội hình hiện tại
Tính đến ngày 27 tháng 2 năm 2019
Ghi chú: Quốc kỳ chỉ đội tuyển quốc gia được xác định rõ trong điều lệ tư cách FIFA. Các cầu thủ có thể giữ hơn một quốc tịch ngoài FIFA.
| Số | VT | Quốc gia     | Cầu thủ                    |
| -- | -- | ------------ | -------------------------- |
| —  | TM | Pháp         | Maxime Juanole             |
| —  | TM | Pháp         | Thomas Navaux              |
| —  | TM | Pháp         | Julien Grondin             |
| —  | HV | Pháp         | Tieby Yao                  |
| —  | HV | Pháp         | Jean-Christophe Vergerolle |
| —  | HV | Angola       | Jeancy Gaspard             |
| —  | HV | Pháp         | Jonathan Ellemaud          |
| —  | HV | Pháp         | Jude Varsovie              |
| —  | HV | Pháp         | Brian Sartori              |
| —  | HV | Sénégal      | Fadel Niang                |
| —  | HV | Cameroon     | Gerarld Tekwa              |
| —  | HV | Burkina Faso | Inoussa Ouedraogo          |

| Số | VT | Quốc gia | Cầu thủ         |
| -- | -- | -------- | --------------- |
| —  | HV | Angola   | Alberto Futila  |
| —  | TV | Pháp     | Marwane Asad    |
| —  | TV | Pháp     | Samuel Yebra    |
| —  | TV | Pháp     | Steve Brom      |
| —  | TV | Pháp     | Tim Jabol       |
| —  | TV | Pháp     | Achraf Berriss  |
| —  | TV | Pháp     | David Biaou     |
| —  | TV | Pháp     | Doriano Elia    |
| —  | TV | Pháp     | Mamadou Camara  |
| —  | TĐ | Pháp     | Hamel Thiam     |
| —  | TĐ | Mali     | Ibrahima Diallo |
| —  | TĐ | Pháp     | Richard DaSylva |
| —  | TĐ | Pháp     | Vidian Valérius |